# اللغة التساتية
اللغة التساتية هي اللغة التي تتكلم بها قومية أوتسول، والذين يعيشون في جزيرة هاينان وتنتمي هذه اللغة إلى أسرة اللغات الأسترونيزية والتي انتقلت من منطقة ملايو مع أوتسول الذين هاجروا إلى جزيرة هينان، ويتكلم هذه اللغة حوالي 4500 نسمة ويعيشون قرب مدينة سانيا في جنوب جزيرة هينان جنوب الصين.